# إميل برييه
إميل برييه (بالفرنسية: Émile Bréhier) (مواليد 12 أبريل 1876، توفي في 3 فبراير 1952) فيلسوف فرنسي. اهتماماته كانت في الفلسفة الكلاسيكية، وتاريخ الفلسفة. كتب تاريخ الفلسفة، الذي تُرجِم إلى الإنجليزية في سبعة مجلدات.

## حياته
درس برييه في جامعة باريس. في عام 1908، حصل على الدكتوراه من السوربون بتقديمه أطروحة عن فيلو السكندري. كان خلفًا لهنري برجسون في جامعة باريس عام 1945. المؤرخ لويس برييه كان أخوه.

## الفكر
كان من أوائل أتباع برجسون، في الثلاثينيات كانت هناك رؤية مؤثرة قائلة بأن البرجسونية والأفلاطونية الحديثة مرتبطتان.

أُسمي " الشخصية الهامة الفرنسية الوحيدة التي تعتنق تفسيرًا هيجليًا للأفلاطونية الحديثة"، لكن أيضًا معارضًا كانطيًا لهيجل.

## أعماله (بالفرنسية)
- Les idées philosophiques et religieuses de Philon d'Alexandrie (1908)
- La Théorie des incorporels dans l'ancien stoïcisme, Paris, Librairie Alphonse Picard & fils, (1907).
- Schelling (1912)
- Histoire de la philosophie allemande (1921)
- La Philosophie de Plotin
- Plotin: Ennéades (with French translation), Collection Budé, 1924–1938
- Histoire de la philosophie - I Antiquité et moyen âge (three volumes), II La philosophie moderne (four volumes)
- La philosophie du moyen âge (1949)
- Le monde byzantin - la civilisation byzantine (1950)
- Chrysippe et l'ancien stoïcisme (Paris, 1951)
- Histoire de la philosophie allemande, 3rd edition updated by Paul Ricœur (1954).
- Études de philosophie antique (1955)

## روابط خارجية
- IDIH page
- (بالفرنسية) Biography
- Oeuvres sur les classiques des sciences sociales fr:Les classiques des sciences sociales